# Малайзійський агровиставковий парк Серданг

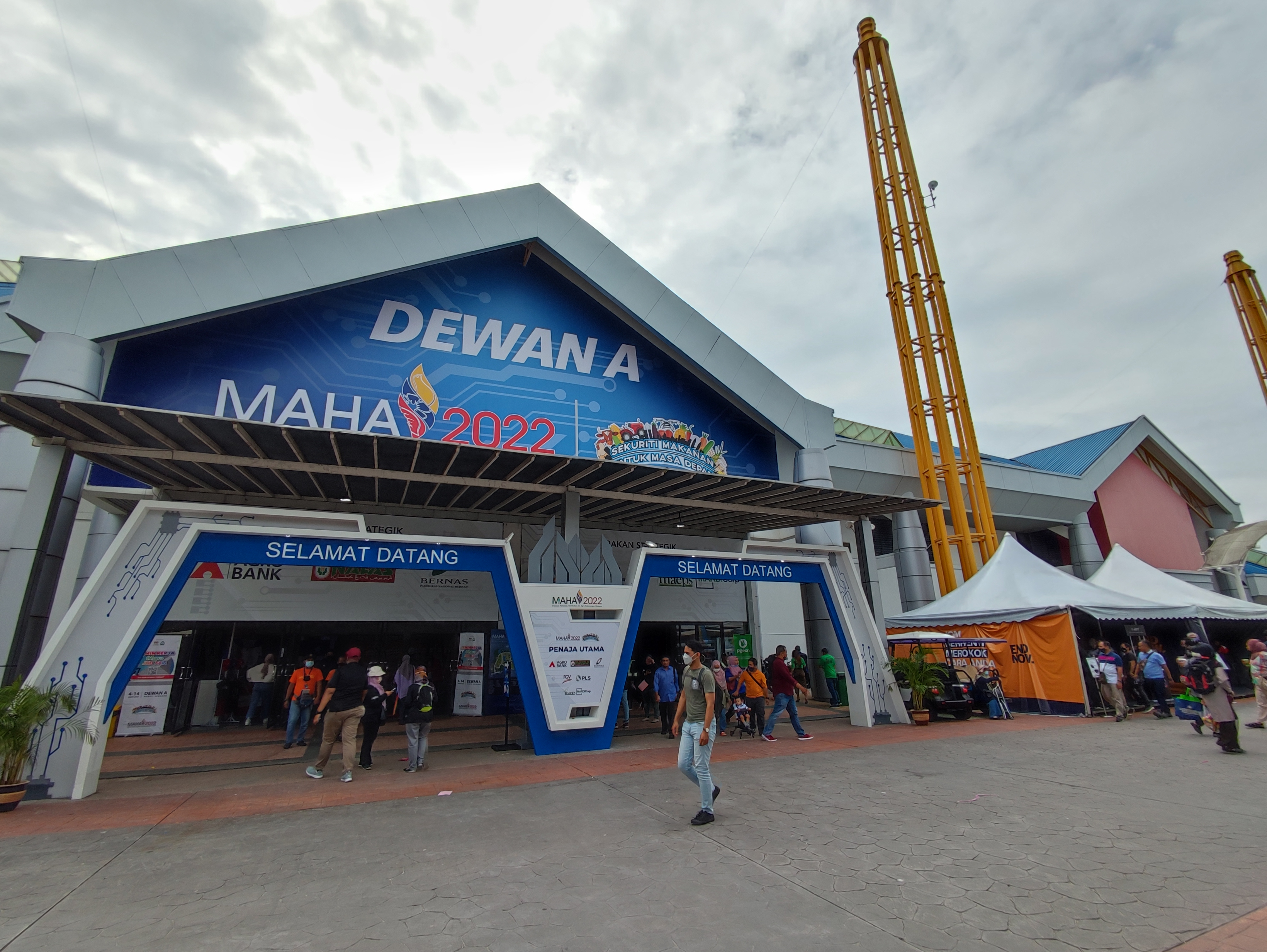
MAEPS у перший день Малайзійської виставки сільського господарства, садівництва та агротуризму 2022

Малайзійський агровиставковий парк Серданг (MAEPS, малай. Taman Ekspo Pertanian Malaysia Serdang) — агропарк у районі Сепанг в штаті Селангор у Малайзії. Це найбільший агропарк у Малайзії та Азії. Він був створений за ініціативою міністерства сільського господарства Малайзії як місце проведення зустрічей, заходів, конференцій і виставок, найбільше для тих, хто займається сільським господарством, садівництвом і агротуризмом.

## Географія та об'єкти
Малайзійський агровиставковий парк Серданг розташований на південь від Малайзійського інституту сільськогосподарських досліджень і розвитку . До нього можна дістатися по швидкісній автомагістралі «Південь долини Кланг». Конференц-центр закладу має 4 зали (зали від А до D), які розташовані на 368 акрах (149 га) землі. Будівлі та зовнішні простори були спроєктовані таким чином, щоб відобразити найкраще з навколишнього ландшафту.

## Історія
Раз на два роки у парку проходить Малайзійська виставка сільського господарства, садівництва та агротуризму (MAHA). Остання виставка відбулася у 2022 році.
Під час епідемії COVID-19 у Малайзії агровиставковий парк було перетворено на тимчасову лікарню для лікування інфікованих хворих. Місцезнаходження лікарні називалося Центр карантину та лікування хворих COVID-19 низького ризику. Очікувалося, що агровиставковий парк прийме свого першого хворого з низьким ризиком через тиждень після завершення процесу переходу. Парк розпочав працювати як лікарня з 23 квітня з 12 пацієнтами.

## Події
- 21 — 26 листопада 2006: Малайзійська виставка сільського господарства, садівництва та агротуризму (MAHA 2006)
- 11 — 23 серпня 2008: Малайзійська виставка сільського господарства, садівництва та агротуризму (MAHA 2008)
- Виставка експорту меблів, 2009
- 29 листопада — 12 грудня 2010: Малайзійська виставка сільського господарства, садівництва та агротуризму (MAHA 2010)
- 23 листопада — 2 грудня 2012: Малайзійська виставка сільського господарства, садівництва та агротуризму (MAHA 2012)
- Малайзійська міжнародна туристична біржа, 2012 р
- Karnival & Ekspo Kemahiran Kebangsaan, 2013
- Urbanscapes 2013
- 20 — 30 листопада 2014: Малайзійська виставка сільського господарства, садівництва та агротуризму (MAHA 2014)
- 1 — 11 грудня 2016: Малайзійська виставка сільського господарства, садівництва та агротуризму (MAHA 2016)
- 22 листопада — 2 грудня 2018: Малайзійська виставка сільського господарства, садівництва та агротуризму (MAHA 2018)
- 4 — 14 серпня 2022: Малайзійська виставка сільського господарства, садівництва та агротуризму (MAHA 2022)